# St. Gereon (Berkum)
Koordinaten: 50° 37′ 31,2″ N, 7° 8′ 5,4″ O
Die alte Kirche St. Gereon steht in der Ortschaft Berkum der Gemeinde Wachtberg im Rhein-Sieg-Kreis (Nordrhein-Westfalen). Sie wurde bis zum 31. Dezember 2016 von der evangelischen Kirchengemeinde Wachtberg als Gotteshaus genutzt. Bis 1971 war die nach St. Gereon benannte Kirche Pfarrkirche der gleichnamigen römisch-katholischen Pfarrei. Eigentümerin ist die katholische Pfarrei St. Marien Wachtberg.
Die Kirche steht als Baudenkmal unter Denkmalschutz und ist unter Nummer 121 in der Liste der Baudenkmäler in Wachtberg eingetragen.

## Vorgängerbauten
In den Jahren 1956 und 1966 wurden bei Bauarbeiten in unmittelbarer Nähe zur heutigen Kirche St. Gereon Skelettreste und Scherben aus dem 2.–3. Jahrhundert gefunden, die auf einen römischen Begräbnisplatz mit Heiligtum hindeuten.:114-118 Wahrscheinlich im 12. Jahrhundert wurde das Matronenheiligtum durch eine Kapelle ersetzt. Die Kapelle war eine Filiale von St. Gereon aus Niederbachem.:190 Am selben Ort wurde später vermutlich eine Kirche gebaut, die wiederum ab 1770 durch die heutige Kirche St. Gereon ersetzt wurde. Der Turm der neuen Kirche wurde 1783 fertiggestellt.

## Innenausstattung

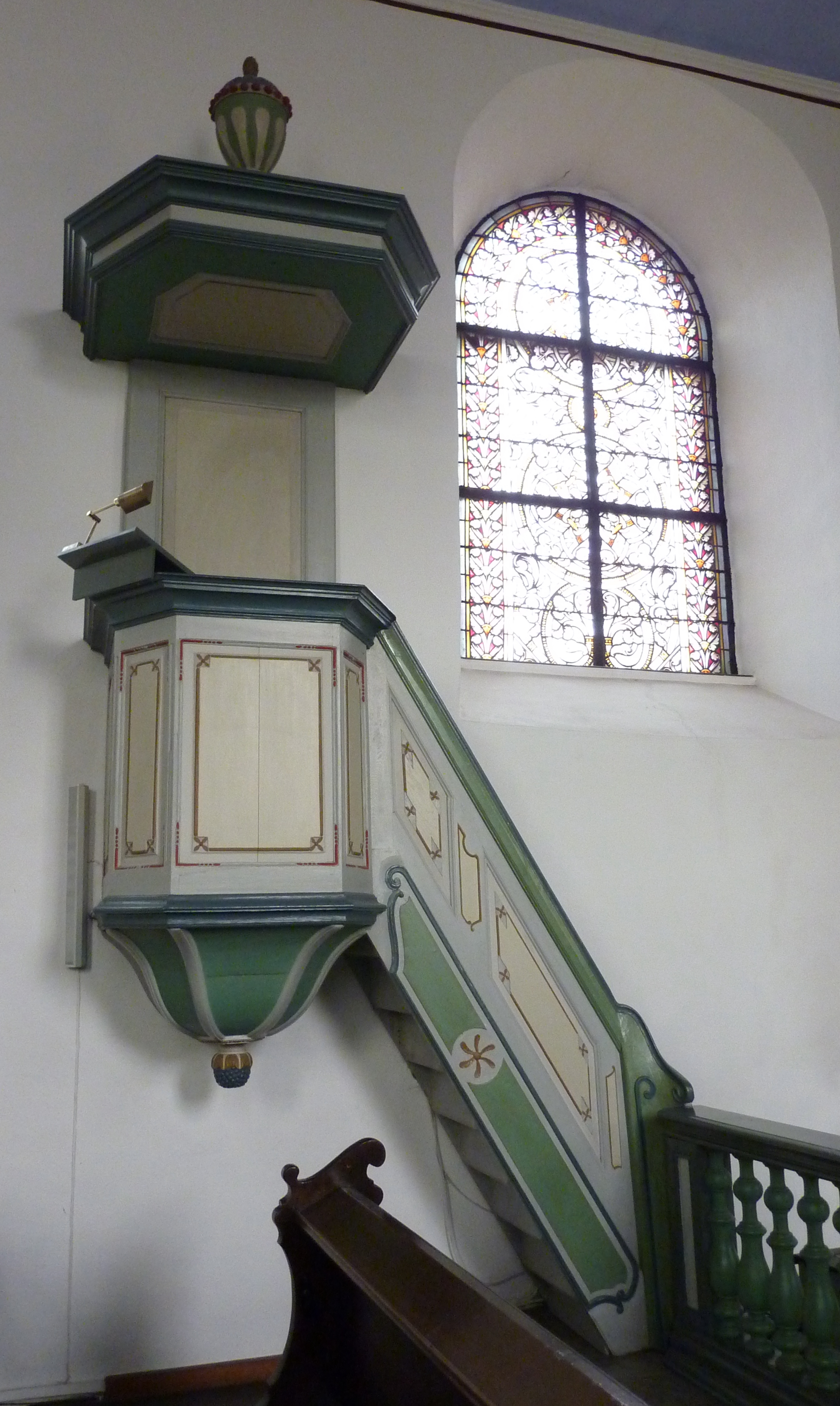
Kanzel

Die Innenausstattung wurde mehrmals verändert. Älteste ursprüngliche Ausstattungsteile sind die Kanzel und einige Figuren. Der jetzige barocke Hochaltar wurde der Kirchengemeinde 1962 geschenkt. Er ist ein alter Seitenaltar aus der Kirche von Euskirchen-Palmersheim.

### Kirchenfenster
Die zehn Fenster sind aus der Werkstatt Schneiders und Schmolz für Glasmalerei aus Köln-Lindenthal. Die beiden Fenster im Altarraum zeigen eine großformatige Darstellung von Christi Geburt und der Krönung Mariens. In der Spitze des Fensters in der Sakristei ist St. Gereon abgebildet. Die Fenster wurden im Jahr 1898 eingesetzt.

### Orgeln
Die erste bekannte Orgel stammt aus dem Jahr 1854. Orgelbauer war Franz Wilhelm Sonreck. Die Orgel hatte 13 Register. Sie wurde 1923 durch eine neue Orgel von der Orgelbaufirma Klais aus Bonn ersetzt. 1967 wurde die Klais-Orgel abgebaut und wiederum durch eine neue Klais-Orgel ersetzt. Teile der alten Klais-Orgel konnten hierbei weiterverwendet werden. Nach der Fertigstellung der neuen Pfarrkirche St. Maria Rosenkranzkönigin im Jahr 1971 wurde sie dorthin umgezogen. Mit der Nutzung der Kirche durch die evangelische Kirchengemeinde wurde eine Orgel von dem Orgelbauer Paul Ott aus dem Jahr 1949 erworben. Diese Orgel musste wegen Schimmelbefalls 2015/2016 entsorgt werden.

## Geläut
Die älteste Glocke des Geläuts ist die Christus-Glocke. Sie wurde um 1300 gegossen und aufgrund ihrer Denkmaleigenschaft im Zweiten Weltkrieg nicht konfisziert. Die Gereon- und die Barbara-Glocke wurden zu Kriegszwecken beschlagnahmt, abgenommen und abtransportiert. Der besondere künstlerische Wert stellte sich erst später heraus und beide Glocken blieben erhalten. 1947 wurden sie wieder zurückgeführt.
| Nr. | Name            | Gussjahr | Gießer, Gussort           | Nominal | Gewicht (kg) | Durchmesser (mm) |
| 1   | Gereon-Glocke   | 1681     | Laurentius Wickrath, Köln | b1 +8   | 400          | 893              |
| 2   | Barbara-Glocke  | 1719     | Engelbert Cremel, Mayen   | des2 +8 | 225          | 720              |
| 3   | Christus-Glocke | um 1300  |                           | e1 +4   | 115          | 552              |

Das Geläut wurde 1961 klanglich beurteilt:

„Die Glocken sind auf das Motiv des Molldreiklanges abgestimmt. Glocke II ist eine bis auf die hohen Unteroktave und Prime gute Molloktavkonstruktion, während die beiden übrigen unharmonisch aufgebaut sind und sehr starke Dissonanzen aufweisen, die indes dem Geläut seinen unverwechselbar einmaligen, herben Charakter geben.“

Über eine technische Anlage wird das Geläut von der Pfarrkirche St. Maria Rosenkranzkönigin genutzt. In St. Maria Rosenkranzkönigin ist kein Geläut installiert.

## Ehemalige Pfarrei St. Gereon Berkum

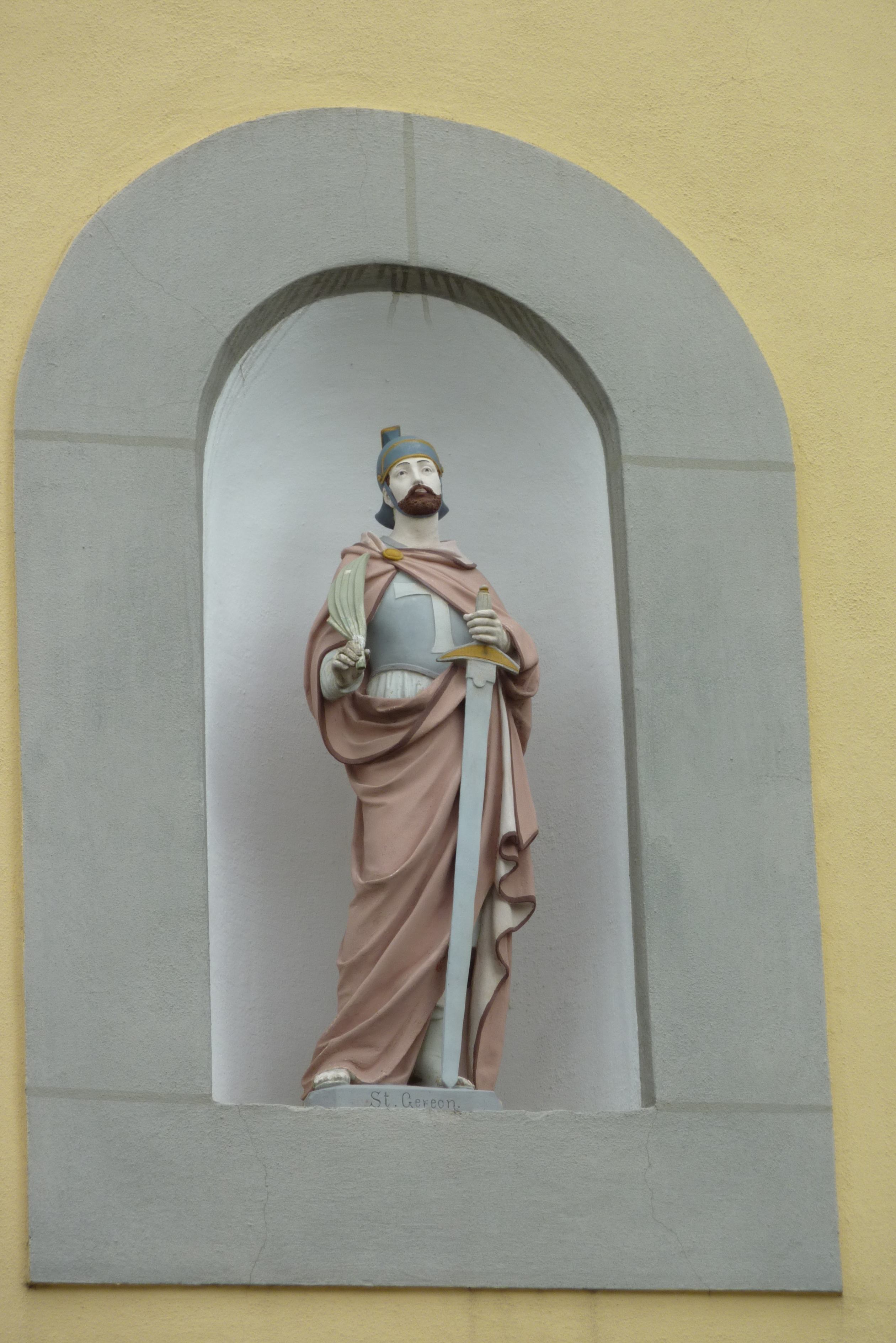
Skulptur von St. Gereon

Das Kölner Stift St. Gereon baute im 9. oder 10. Jahrhundert am Unterlauf des Mehlemer Bachs, auf dem Gebiet vom heutigen Niederbachem, einen Fronhof mit Kapelle aus. In Berkum errichteten das Stift später, wahrscheinlich im 12. Jahrhundert, eine unselbstständige Filiale von St. Gereon Niederbachem. St. Gereon Berkum war spätestens im Jahr 1498 selbstständige Pfarrei. Zur Pfarrei gehörten die Ortschaften Pissenheim (heute Werthhoven) und Züllighoven. Die Ortschaft Gimmersdorf gehörte über einen begrenzten Zeitraum gleichzeitig zu St. Gereon Berkum (Taufort) und Heilige Drei Könige in Oberbachem (Begräbnisort).:193
Kirchengebäude in der Pfarrei waren neben den Pfarrkirchen St. Gereon und seit 1971 St. Maria Rosenkranzkönigin die Kapelle St. Jakobus in Werthhoven, die 1978 erbaute St. Pius Kapelle in Züllighoven und die St. Elisabeth Kapelle im Altenstift Limbach in Berkum. Am 1. Januar 2010 ist die Pfarrei St. Gereon aufgegangen in der neu gegründeten Katholischen Kirchengemeinde St. Marien, Wachtberg.

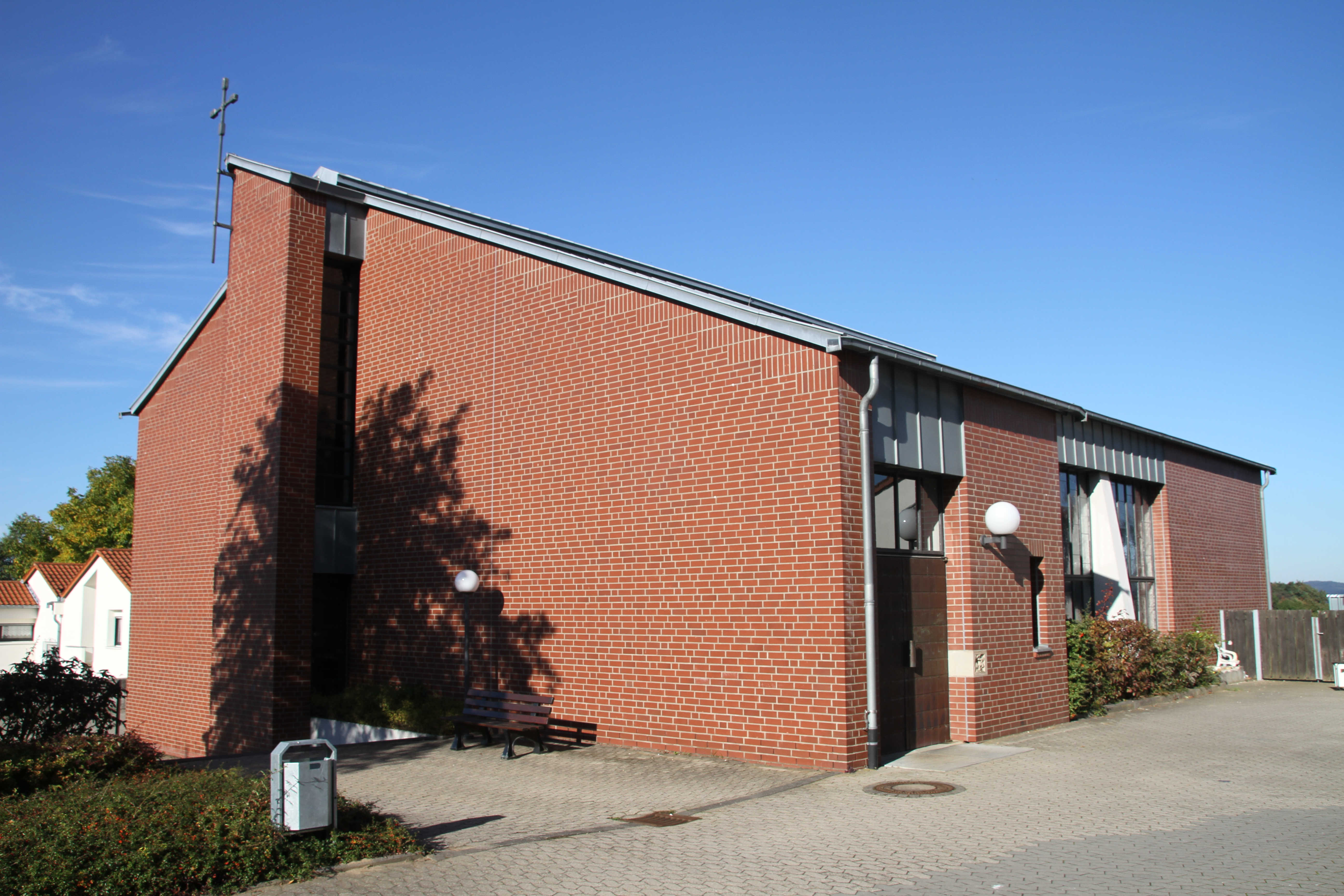
St. Maria Rosenkranzkönigin in Berkum
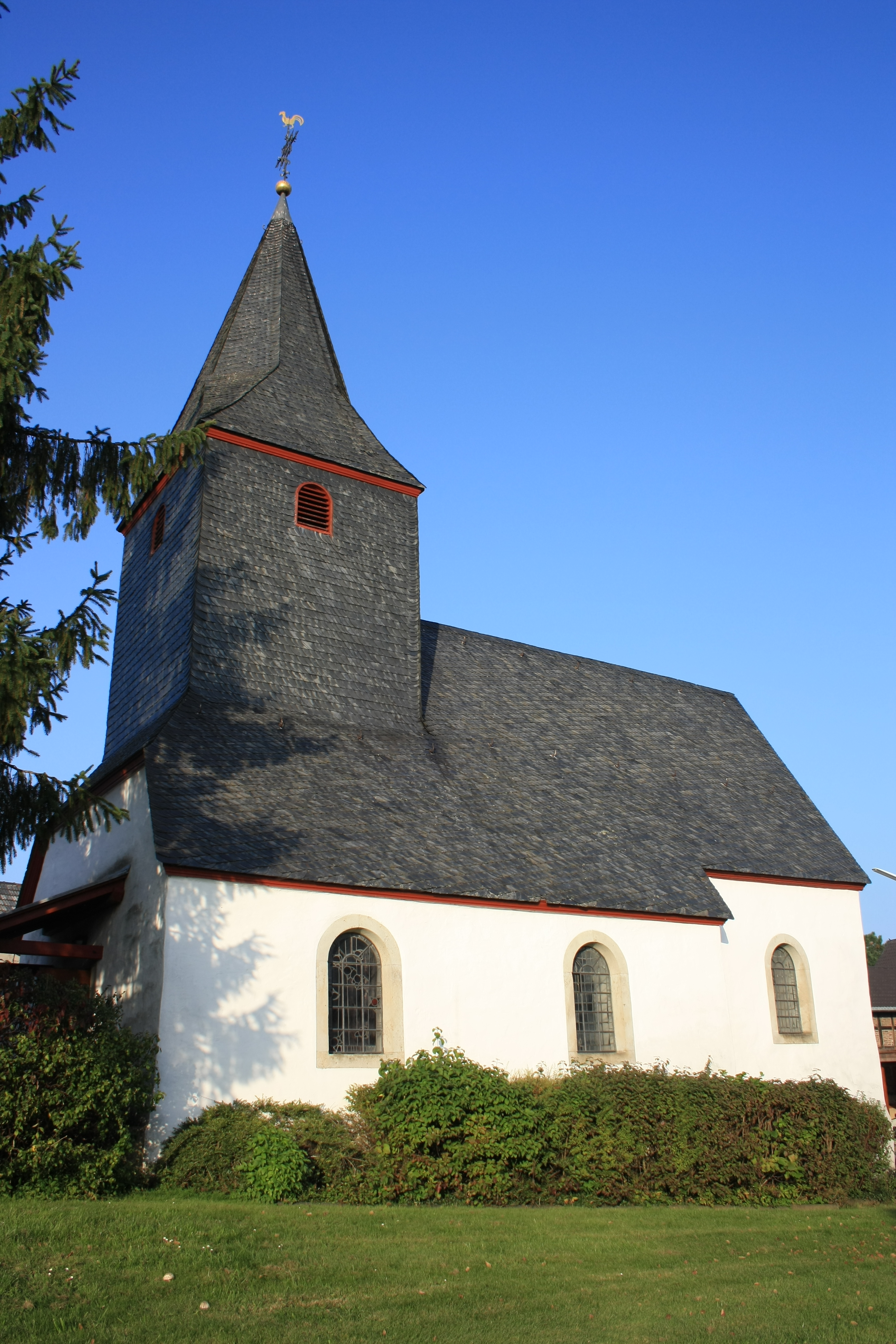
St. Jakobus in Werthhoven

### Pfarrer
Von 1833 bis 1839 war der Theologe und Orientalist Franz Karl Movers Pfarrer in Berkum. Heinrich Steden (1976–2006) und Hermann Josef Zeyen (2006–2009) waren die letzten Pfarrer der Pfarrei St. Gereon.

## Nutzung durch die evangelische Kirchengemeinde Wachtberg
Die für einige Ortschaften Wachtbergs zuständige evangelische Heiland-Kirchengemeinde Bad Godesberg hatte die leerstehende Kirche 1981 angemietet und dort regelmäßig Gottesdienste abgehalten. 1996 wurde die evangelische Kirchengemeinde Wachtberg gegründet. Der Gemeindebezirk umfasst die Ortschaften Berkum, Gimmersdorf, Holzem, Ließem, Nieder-, Oberbachem, Pech, Villip, Werthhoven und Züllighoven. St. Gereon war bis Ende 2016 eines von vier kirchlichen Gebäuden der Kirchengemeinde Wachtberg (Gnadenkirche, Pech; Haus Helvetia, Berkum; Gemeindehaus, Niederbachem). Die Kirchengemeinde hat den Mietvertrag für St. Gereon Ende 2016 wegen des schlechten Zustands der Kirche und des Interieurs gekündigt.